# Natalya Glebova
Natalya Glebova (née Shive, en russe : Наталья Глебова), née le 30 avril 1963 à Kemerovo, est une patineuse de vitesse soviétique.

## Biographie
Aux Jeux olympiques d'hiver de 1984 organisés à Sarajevo en Yougoslavie, Natalya Glebova est médaillée de bronze sur 500 mètres. Ensuite, elle obtient la médaille de bronze aux Championnats du monde de sprint. Elle achève sa carrière à la suite des Jeux de Calgary 1988 où elle prend la neuvième place au 500 mètres.

## Palmarès
| Compétition                           | Or   | Argent | Bronze       |
| Jeux olympiques                       |      |        | 1984 (500 m) |
| Championnats du monde de sprint       |      |        | 1984         |
| Championnats d'Europe toutes épreuves |      |        | 1982         |
| Championnats de URSS toutes épreuves  | 1983 |        |              |

## Records personnels
| Distance     | Temps         | Année |
| ------------ | ------------- | ----- |
| 500 mètres   | 40 s 39       | 1983  |
| 1 000 mètres | 1 min 22 s 22 | 1984  |
| 1 500 mètres | 2 min 9 s 36  | 1982  |
| 3 000 mètres | 4 min 37 s 97 | 1983  |
| 5 000 mètres | 8 min 7 s 20  | 1983  |